# Glansmispel
Glansmispel (Photinia) er en slægt med ca. 40 arter, som er udbredt i Asien. Det er stedsegrønne eller løvfældende buske og træer med hele blade og hvide blomster, som er samlet i skærmagtige aks eller klaser. Frugterne er små bæræbler.
Bemærk, at arter af slægten Vinterlue (Stranvaesia) nu henregnes under denne slægt. Desuden er der tvivl om, hvorvidt slægten Surbær (Aronia) skal henregnes under samme slægt.
| Arter |

- Vinterlue (Photinia davidiana) – tidligere: Stranvaesia davidiana
- Glat glansmispel (Photinia glabra)
- Håret glansmispel (Photinia villosa)

| Andre arter |

| - Photinia amphidoxa - Photinia arbutifolia - Photinia beauverdiana - Photinia benthamiana - Photinia crenatoserrata - Photinia davidsoniae - Photinia deflexa - Photinia dubia - Photinia flavidiflora - Photinia floribunda - Photinia franchetiana - Photinia ×fraseri - Photinia glomerata - Photinia integrifolia | - Photinia melanocarpa - Photinia niitakayamensis - Photinia notabilis - Photinia nussia - Photinia parviflora - Photinia parvifolia - Photinia prionophylla - Photinia pyrifolia - Photinia salicifolia - Photinia schneideriana - Photinia serratifolia - Photinia serrulata - Photinia wrightiana |